# خيسوس سانتا كروز
خيسوس سانتا كروز (بالإسبانية: Jesús Santa Cruz)‏ هو لاعب كرة قدم مكسيكي في مركز حراسة المرمى، ولد في 25 مارس 1986 في تامبيكو في المكسيك. لعب مع نادي بويبلا.